# Miroslav Kostelka (politický vězeň)
Miroslav Kostelka (21. října 1927 Brno – 19. prosince 1993) byl člen třetího odboje, politický vězeň a český a československý politik.
V roce 1949 byl jako vysokoškolský student zatčen komunistickým režimem a do roku 1960 vězněn. Po Sametové revoluci se angažoval v Konfederaci politických vězňů a Křesťanskodemokratické straně, za kterou kandidoval do České narodní rady v Jihomoravském kraji v roce 1992.

## Před rokem 1948
Od mládí byl členem Orla a Junáka a v roce 1945 vstoupil do Československé strany lidové. V roce 1946 odmaturoval na reálném gymnáziu ve Vyškově a započal studium na Vysoké škole obchodní v Praze.

## Ve 3. odboji
Po nástupu komunistického režimu se Miroslav Kostelka, v té době student v Praze, angažoval v protikomunistických odbojových organizacích Výbor a Modrý Štít, operujících na jižní Moravě. Pod krycím jménem Alfa mezi jiným zajišťoval spojením s exulantem dr. Bohdanem Chudobou skrze Francouzské velvyslanectví v Praze.
Byl zatčen Státní bezpečností 8. ledna 1949 v rámci operace Vajnory. Během jeho převozu do věznice v Uherském Hradišti došlo k inscenovanému útěku. Stb chtěla, aby Kostelka plnil úlohu volavky a pomohl k odhalení dalších studentských odbojářů. Za tímto účelem byl Kostelka držen po 4 týdny v konspiračních objektech. Jelikož ale vytrvale odmítal přistoupit na hru Stb, byl následně převezen do vazby.

## Soudní proces a věznění komunistickým režimem
Byl Statní bezpečností označen za hlavu skupiny sdružené v organizacích Výbor a Modrý Štít. Soudní proces s členy těchto organizací, který se konal 25. až 28. října 1949 a 2. listopadu 1949 v Brně, byl tak označen jako Miroslav Kostelka a spol. Miroslav Kostelka, stejně jako jeho otec Bedřich, byl odsouzen za protistátní činnost k 25 letům žaláře a peněžitému trestu 30 000 Kčs. Byl vězněn v Brně, Plzni a Jáchymově až do amnestie v květnu 1960.

## Po propuštění z vězení
Ve vězení se vyučil zámečníkem a do roku 1989 pracoval jako montér. Oženil se a zplodil tři děti včetně jednoho syna, Dr. Filipa Kostelky, profesora politických věd ve Florencii.

## Po roce 1989
Podporoval zachování československého státu.